# پولیخنی
شهر پولیخنی در استان مقدونیه مرکزی در کشور یونان واقع شده است که دارای جمعیت ۴۱٬۷۳۰  نفر می‌باشد.